# Міжфіліальний оборот
Міжфіліальний обіг — система безготівкових розрахунків між філіями фінансових установ для проведення власних операцій та операцій з центральним банком, що застосовувалась для ведення банківських операцій в Ощадбанку СРСР. Працювала на основі надсилання повідомлень про виконання розрахункових операцій - авізо, акредитивів, меморіальних ордерів та платіжних доручень. За своєю суттю є еквівалентом міжбанківського клірингу.
Кожній філії банку присвоювався окремий код — МФО код.
Банківська система України успадкувала цю систему ідентифікації установ. НБУ присвоює банкам так званий код банку (іноді його, за звичкою, називають МФО), який застосовується як ідентифікатор у платіжній системі.

## Дивись також
- Код банку